# Même les anges tirent à droite
Pour plus de détails, voir Fiche technique et Distribution.
Même les anges tirent à droite (titre original:Anche gli angeli tirano di destro) est un film italien réalisé par Enzo Barboni (crédité comme E.B. CLUCHER), sorti en 1974.

## Synopsis
Sonny Abernati (Giuliano Gemma) est un apprenti gangster new-yorkais, qui le jour où il se met à rançonner les commerçants du quartier constate qu'un curé le père Rocky (Richy Brush) encaisse sur le même secteur que lui, mais à but non lucratif... 

## Fiche technique
- Titre français : Même les anges tirent à droite
- Titre original :  Anche gli angeli tirano di destro
- Réalisation : Enzo Barboni
- Scénario : Enzo Barboni
- Photographie :Marcello Masciocchi
- Musique : Guido & Maurizio De Angelis
- Montage: Eugenio Alabiso
- Maisons de distribution : Tritone Cinematografica
- Pays d'origine :  Italie
- Langue : italien
- Genre : Comédie de Western
- Durée : 115 minutes
- Dates de sortie :
  - Italie : 24 octobre 1974
  - France : 28 août 1985

## Distribution
- Giuliano Gemma : Sonny Abernati
- Ricky Bruch : Rocky
- Laura Becherelli : Virginia
- Fortunato Arena : Peluso, Chestnut Seller
- Carla Mancini : ?
- Dominic Barto : Barabas Smith